# برج‌های ترامپ استانبول
برج‌های ترامپ استانبول دو برج به هم پیوسته در شیشلی، استانبول، ترکیه هستند. یکی از برجها برجی اداری و دیگری برجی مسکونیست که از بیش از ۲۰۰ سکونتگاه تشکیل می‌شود. اینها نخستین برج‌های ترامپ در اروپا هستند. دونالد ترامپ سرمایه‌دار آمریکایی اجازهٔ استفاده از نام خود را بر روی این مجتمع می‌دهد ولی مالک آن نیست. رویترز در دسامبر ۲۰۱۵ گزارش کرد مالک می‌خواهد ارتباط این ملک با نام ترامپ را پس از این که این کاندید ریاست جمهوری آمریکا اعلام کرد مسلمانان باید از ورود به آمریکا منع شوند قطع کند.